# (1743) Schmidt
(1743) Schmidt ist ein Asteroid des Hauptgürtels, der am 24. September 1960 vom niederländischen Forscherteam Cornelis Johannes van Houten, Ingrid van Houten-Groeneveld und Tom Gehrels im Rahmen des Palomar-Leiden-Surveys entdeckt wurde.
Der Name des Asteroiden ist von dem aus Estland stammenden Optiker Bernhard Schmidt abgeleitet, der das nach ihm benannte Schmidt-Teleskop entwickelte.